# 1994-es afrikai nemzetek kupája
1994-ben került megrendezésre a 19. afrikai nemzetek kupája. A házigazda Tunézia volt, a viadalnak két város  adott otthont. A végső győzelmet Nigéria válogatottja szerezte meg, az együttes a döntőben Zambia csapatát múlta felül 2-1 arányban.

## Helyszínek
| Város  | Stadion                | Befogadóképesség |
| ------ | ---------------------- | ---------------- |
| Tunisz | El Menzah Stadion      | 45,000           |
| Szúsza | Olimpiai Stadion       | 30,000           |
| Tunisz | Chedli Zouiten Stadion | 18,000           |

## Selejtezők
Az Afrikai Labdarúgó-szövetség 37 tagja nevezett a kontinensviadalra, ezek közül hat csapat még a selejtezők megkezdése előtt visszalépett. A válogatottakat nyolc csoportba sorsolták, ahonnan tíz csapat kvalifikálta magát a kontinensviadalra. Selejtezők nélkül jutott ki a kontinenstornára a házigazda Tunézia valamint a címvédő, Elefántcsontpart.

## Részt vevő csapatok
| - Egyiptom - Elefántcsontpart (címvédő) - Gabon - Ghána - Guinea - Kongói DK | - Mali - Nigéria - Sierra Leone - Szenegál - Tunézia (házigazda) - Zambia |  |

## Játékvezetők
Afrika
- Petros Mathabela
- Hussein Ali Moussa
- Omer Yengo
- Mohamed Bahar
- Lim Kee Chong
- Charles Masembe

Ázsia
- Ali Búdzsszajm
- Dzsamál as-Saríf

## Eredmények

### Csoportkör

#### A csoport
| Csapat    | M | Gy | D | V | Rg | Kg | Gk | P |
| --------- | - | -- | - | - | -- | -- | -- | - |
| Kongói DK | 2 | 1  | 1 | 0 | 2  | 1  | +1 | 4 |
| Mali      | 2 | 1  | 0 | 1 | 2  | 1  | +1 | 3 |
| Tunézia   | 2 | 0  | 1 | 1 | 1  | 3  | -2 | 1 |

| 1994. március 26. |

| Tunézia | 0–2   | Mali                     |
| ------- | ----- | ------------------------ |
|         | (0–2) | Coulibaly 25' Sidibé 34' |

| El Menzah Stadion, Tunisz Nézőszám: 45 000 Játékvezető: Lim Kee Chong (Mauritius) |

| 1994. március 28. |

| Mali | 0–1   | Kongói DK   |
| ---- | ----- | ----------- |
|      | (0–0) | Basaula 48' |

| El Menzah Stadion, Tunisz Nézőszám: 8 000 Játékvezető: Ali Búdzsszajm (Arab Emirátusok) |

| 1994. március 30. |

| Tunézia                | 1–1   | Kongói DK |
| ---------------------- | ----- | --------- |
| Rouissi 43' (11-esből) | (1–0) | Ngoy 55'  |

| El Menzah Stadion, Tunisz Nézőszám: 45 000 Játékvezető: Dzsamál as-Saríf (Szíria) |

#### B csoport
| Csapat   | M | Gy | D | V | Rg | Kg | Gk | P |
| -------- | - | -- | - | - | -- | -- | -- | - |
| Egyiptom | 2 | 1  | 1 | 0 | 4  | 0  | +4 | 4 |
| Nigéria  | 2 | 1  | 1 | 0 | 3  | 0  | +3 | 4 |
| Gabon    | 2 | 0  | 0 | 2 | 0  | 7  | -7 | 0 |

| 1994. március 26. |

| Nigéria                    | 3–0   | Gabon |
| -------------------------- | ----- | ----- |
| Yekini 18' 88' Adepoju 72' | (1–0) |       |

| El Menzah Stadion, Tunisz Nézőszám: 30 000 Játékvezető: Mohamed Bahar (Marokkó) |

| 1994. március 28. |

| Egyiptom                              | 4–0   | Gabon |
| ------------------------------------- | ----- | ----- |
| Mansour 1' El-Gamal 22' Samed 55' 59' | (2–0) |       |

| Chedli Zouiten Stadion, Tunisz Nézőszám: 6 000 Játékvezető: Charles Masembe (Uganda) |

| 1994. március 30. |

| Nigéria | 0–0   | Egyiptom |
| ------- | ----- | -------- |
|         | (0–0) |          |

| El Menzah Stadion, Tunisz Nézőszám: 30 000 Játékvezető: Lim Kee Chong (Mauritius) |

#### C csoport
| Csapat           | M | Gy | D | V | Rg | Kg | Gk | P |
| ---------------- | - | -- | - | - | -- | -- | -- | - |
| Zambia           | 2 | 1  | 1 | 0 | 1  | 0  | +1 | 4 |
| Elefántcsontpart | 2 | 1  | 0 | 1 | 4  | 1  | +3 | 3 |
| Sierra Leone     | 2 | 0  | 1 | 1 | 0  | 4  | -4 | 1 |

| 1994. március 27. |

| Elefántcsontpart           | 4–0   | Sierra Leone |
| -------------------------- | ----- | ------------ |
| Tiéhi 19' 63' 70' Guel 35' | (2–0) |              |

| Olimpiai Stadion, Szúsza Nézőszám: 10 000 Játékvezető: Dzsamál as-Saríf (Szíria) |

| 1994. március 29. |

| Zambia | 0–0   | Sierra Leone |
| ------ | ----- | ------------ |
|        | (0–0) |              |

| Olimpiai Stadion, Szúsza Nézőszám: 6 000 Játékvezető: Omer Yengo (Kongó) |

| 1994. március 31. |

| Zambia       | 1–0   | Elefántcsontpart |
| ------------ | ----- | ---------------- |
| Malitoli 79' | (0–0) |                  |

| El Menzah Stadion, Tunisz Nézőszám: 6 000 Játékvezető: Petros Mathabela (Dél-afrika) |

#### D csoport
| Csapat   | M | Gy | D | V | Rg | Kg | Gk | P |
| -------- | - | -- | - | - | -- | -- | -- | - |
| Ghána    | 2 | 2  | 0 | 0 | 2  | 0  | +2 | 6 |
| Szenegál | 2 | 1  | 0 | 1 | 2  | 2  | 0  | 3 |
| Guinea   | 2 | 0  | 0 | 2 | 1  | 3  | -2 | 0 |

| 1994. március 27. |

| Ghána       | 1–0   | Guinea |
| ----------- | ----- | ------ |
| Akonnor 87' | (0–0) |        |

| Olimpiai Stadion, Szúsza Nézőszám: 10 000 Játékvezető: Petros Mathabela (Dél-afrika) |

| 1994. március 29. |

| Szenegál                         | 2–1   | Guinea        |
| -------------------------------- | ----- | ------------- |
| Gueye 46' (11-esből) Tendeng 50' | (0–1) | A. Camara 44' |

| Olimpiai Stadion, Szúsza Nézőszám: 6 000 Játékvezető: Hussein Ali Moussa (Egyiptom) |

| 1994. március 31. |

| Ghána      | 1–0   | Szenegál |
| ---------- | ----- | -------- |
| Polley 42' | (1–0) |          |

| El Menzah Stadion, Tunisz Nézőszám: 6 000 Játékvezető: Ali Búdzsszajm (Arab Emirátusok) |

### Egyenes kieséses szakasz
|  |                     |                  |                     |                     |       |           |                      |                      |                      |                      |               |       |       |
|  | Negyeddöntők        | Negyeddöntők     | Negyeddöntők        |                     |       | Elődöntők | Elődöntők            | Elődöntők            |                      |                      | Döntő         | Döntő | Döntő |
|  | Negyeddöntők        | Negyeddöntők     | Negyeddöntők        |                     |       | Elődöntők | Elődöntők            | Elődöntők            |                      |                      | Döntő         | Döntő | Döntő |
|  | április 2. – Tunisz |                  |                     |                     |       |           |                      |                      |                      |                      |               |       |       |
|  |                     |                  |                     |                     |       |           |                      |                      |                      |                      |               |       |       |
|  | A1                  | Kongói DK        | 0                   |                     |       |           |                      |                      |                      |                      |               |       |       |
|  | A1                  | Kongói DK        | 0                   | április 6. – Tunisz |       |           |                      |                      |                      |                      |               |       |       |
|  | B2                  | Nigéria          | 2                   |                     |       |           |                      |                      |                      |                      |               |       |       |
|  | B2                  | Nigéria          | 2                   |                     |       | Nigéria   | Nigéria              | 2 (4)                |                      |                      |               |       |       |
|  | április 3. – Sousse |                  |                     |                     |       | Nigéria   | Nigéria              | 2 (4)                |                      |                      |               |       |       |
|  |                     |                  | Elefántcsontpart    | Elefántcsontpart    | 2 (2) |           |                      |                      |                      |                      |               |       |       |
|  | D1                  | Ghána            | Elefántcsontpart    | Elefántcsontpart    | 2 (2) | 1         |                      |                      |                      |                      |               |       |       |
|  | D1                  | Ghána            |                     |                     |       | 1         | április 10. – Tunisz |                      |                      |                      |               |       |       |
|  | C2                  | Elefántcsontpart | 2                   |                     |       |           |                      |                      |                      |                      |               |       |       |
|  | C2                  | Elefántcsontpart | 2                   |                     |       | Nigéria   | Nigéria              | 2                    |                      |                      |               |       |       |
|  | április 2. – Tunisz |                  |                     |                     |       | Nigéria   | Nigéria              | 2                    |                      |                      |               |       |       |
|  |                     |                  | Zambia              | Zambia              | 1     |           |                      |                      |                      |                      |               |       |       |
|  | B1                  | Egyiptom         | Zambia              | Zambia              | 1     | 0         |                      |                      |                      |                      |               |       |       |
|  | B1                  | Egyiptom         | április 6. – Tunisz |                     |       | 0         |                      |                      |                      |                      |               |       |       |
|  | A2                  | Mali             | 1                   |                     |       |           |                      |                      |                      |                      |               |       |       |
|  | A2                  | Mali             | 1                   |                     |       | Mali      | Mali                 | 0                    | Bronzmérkőzés        | Bronzmérkőzés        | Bronzmérkőzés |       |       |
|  | április 3. – Sousse |                  |                     |                     |       | Mali      | Mali                 | 0                    | Bronzmérkőzés        | Bronzmérkőzés        | Bronzmérkőzés |       |       |
|  |                     |                  | Zambia              | Zambia              | 4     |           |                      | április 10. – Tunisz | április 10. – Tunisz | április 10. – Tunisz |               |       |       |
|  | C1                  | Zambia           | Zambia              | Zambia              | 4     | 1         |                      | április 10. – Tunisz | április 10. – Tunisz | április 10. – Tunisz |               |       |       |
|  | C1                  | Zambia           |                     |                     |       |           |                      | Elefántcsontpart     | Elefántcsontpart     | 3                    |               |       |       |
|  | D2                  | Szenegál         | 0                   |                     |       |           |                      | Elefántcsontpart     | Elefántcsontpart     | 3                    |               |       |       |
|  | D2                  | Szenegál         | 0                   |                     |       | Mali      | Mali                 | 1                    |                      |                      |               |       |       |
|  |                     |                  |                     |                     |       | Mali      | Mali                 | 1                    |                      |                      |               |       |       |

#### Negyeddöntők
| 1994. április 2. |

| Kongói DK | 0–2   | Nigéria                   |
| --------- | ----- | ------------------------- |
|           | (0–0) | Yekini 51' 71' (11-esből) |

| El Menzah Stadion, Tunisz Nézőszám: 2 000 Játékvezető: Lim Kee Chong (Mauritius) |

| 1994. április 2. |

| Egyiptom | 0–1   | Mali          |
| -------- | ----- | ------------- |
|          | (0–0) | S. Traoré 64' |

| El Menzah Stadion, Tunisz Nézőszám: 3 000 Játékvezető: Charles Masembe (Uganda) |

| 1994. április 3. |

| Zambia     | 1–0   | Szenegál |
| ---------- | ----- | -------- |
| Sakala 38' | (1–0) |          |

| Olimpiai Stadion, Szúsza Nézőszám: 8 000 Játékvezető: Dzsamál as-Saríf (Szíria) |

| 1994. április 3. |

| Ghána       | 1–2   | Elefántcsontpart     |
| ----------- | ----- | -------------------- |
| Akonnor 77' | (0–1) | Tiéhi 30' Traoré 81' |

| Olimpiai Stadion, Szúsza Nézőszám: 8 000 Játékvezető: Ali Búdzsszajm (Arab Emirátusok) |

#### Elődöntők
| 1994. április 6. |

| Nigéria              | 2–2          | Elefántcsontpart |
| -------------------- | ------------ | ---------------- |
| Iroha 26' Yekini 40' | (2 – 2, 2–2) | Bassolé 19' 31'  |

| El Menzah Stadion, Tunisz Nézőszám: 2 000 Játékvezető: Ali Búdzsszajm (Arab Emirátusok) |

|                          |     | 11-esekkel                  |  |
| George Siasia ? ? Yekini | 4-2 | Kouamé Fallet Bassolé Amani |  |

| 1994. április 6. |

| Zambia                                           | 4–0   | Mali |
| ------------------------------------------------ | ----- | ---- |
| Litana 8' Saileti 30' K. Bwalya 47' Malitoli 73' | (2–0) |      |

| El Menzah Stadion, Tunisz Nézőszám: 2 000 Játékvezető: Charles Masembe (Uganda) |

#### 3. helyért
| 1994. április 10. |

| Elefántcsontpart             | 3–1   | Mali       |
| ---------------------------- | ----- | ---------- |
| Koné 2' Ouattara 67' Sie 70' | (1–0) | Diallo 46' |

| El Menzah Stadion, Tunisz Nézőszám: 15 000 Játékvezető: Petros Mathabela (Dél-afrika) |

#### Döntő
| 1994. április 10. |

| Nigéria        | 2–1   | Zambia    |
| -------------- | ----- | --------- |
| Amunike 5' 47' | (1–1) | Litana 3' |

| El Menzah Stadion, Tunisz Nézőszám: 25 000 Játékvezető: Lim Kee Chong (Mauritius) |

| 1994-es afrikai nemzetek kupája bajnoka: |
| ---------------------------------------- |
| NIGÉRIA 2. cím                           |

## Gólszerzők
| 5 gól - Rashidi Yekini 4 gól - Joël Tiéhi 2 gól - Michel Bassolé - Bashir Abdel Samad - Charles Akonnor - Emmanuel Amunike - Elijah Litana - Kenneth Malitoli | 1 gól - Tchiressoua Guel - Adama Koné - Ahmed Ouattara - Donald-Olivier Sie - Abdoulaye Traoré - Hamza El-Gamal - Ayman Mansour - Prince Polley - Aboubacar Titi Camara - Fernand Coulibaly - Amadou Diallo - Modibo Sidibé - Soumaila Traoré | - Mutiu Adepoju - Ben Iroha - Momath Gueye - Athanas Tendeng - Faouzi Rouissi - Lemba Basaula - Nsumbu Ngoy - Kalusha Bwalya - Zeddy Saileti - Evans Sakala |

## Külső hivatkozások
- Részletek az RSSSF.com-on